# Liste der Stolpersteine in Glienicke/Nordbahn

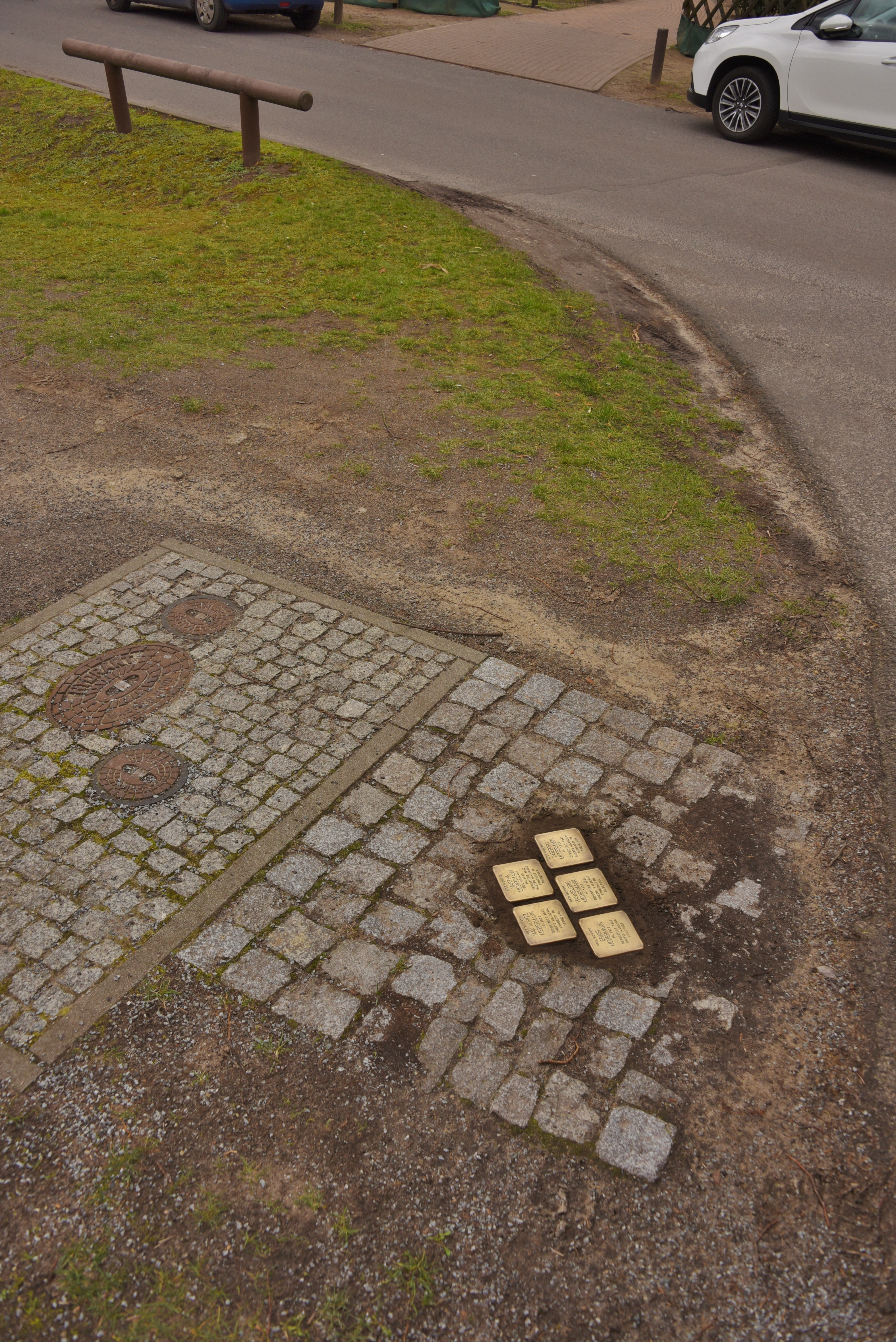
Stolpersteine in Glienicke

Die Liste der Stolpersteine in Glienicke/Nordbahn enthält die Stolpersteine, die in der Gemeinde Glienicke/Nordbahn verlegt wurden. Stolpersteine erinnern an das Schicksal der Menschen, die von den Nationalsozialisten ermordet, deportiert, vertrieben oder in den Suizid getrieben wurden. Die Stolpersteine wurden vom Kölner Künstler Gunter Demnig konzipiert und werden in der Regel von ihm vor dem letzten selbstgewählten Wohnsitz des Opfers verlegt.

## Opfergruppen
Nicht als homogene Gruppe wahrgenommen, aber im gesamten Deutschen Reich vertreten waren behinderte Menschen, die im Rahmen der Aktion T4 vom NS-Regime systematisch ermordet wurden.
In Groß Glienicke gab es lange Jahre keine Juden, Pflege jüdischer Religion und jüdischer Kultur fand nicht statt. Bei der Volkszählung 1925 bekannte sich nur eine Person in Groß Glienicke zum jüdischen Glauben. Wie Dallgow, Falkensee und Seeburg zählte auch Glienicke zum Verband der Synagogengemeinde Spandau. Erst Ende der 1920er Jahre, als über tausend Hektar land- und forstwirtschaftliche Flächen umgewidmet, parzelliert und verkauft wurden, siedelte sich eine Reihe wohlhabender Berliner in der landschaftlich reizvollen Gegend an, darunter auch Ärzte, Kaufleute, Juristen jüdische Herkunft, oft aber assimiliert und konvertiert. Sie suchten ein Refugium vom Großstadttrubel. Darunter waren auch einige namhafte Persönlichkeiten, beispielsweise der Eishockeyspieler Rudolf Ball, der Religionsforscher Rudolf Leszynsky oder der Mediziner Alfred Wolff-Eisner. Nach der Machtergreifung Hitlers und der NSDAP nutzten zwar einige jüdische Bürger den Ort als Refugium vor Hass und Hetze des Berliner Mobs. Doch die Exzesse der sogenannten Reichskristallnacht machten der Idylle endgültig ein garaus: Mindestens ein jüdisches Sommerhaus brannte ab, andere wurden beschädigt. Es begann der Exodus aus Glienicke.

## Stolpersteine
Die Tabelle ist teilweise sortierbar; die Grundsortierung erfolgt alphabetisch nach dem Familiennamen.
| Stolperstein | Inschrift                                                                                                 | Verlegeort                             | Name, Leben |
| ------------ | --- | -------------------------------------- | --- |
|              | HIER WOHNTE ROSA BAUMGARTEN JG. 1885 DEPORTIERT 1943 ERMORDET IN AUSCHWITZ                                | Schillerstraße 5 ·                     | Rosa Baumgarten wurde am 4. November 1885 in Osijek, damals Österreich-Ungarn, geboren. Sie hatte mehrere Geschwister. Die Familie zog nach Wien, wo ihr Vater als Goldschmied arbeitete. Sie wurde Opernsängerin und kam um 1910 für Engagements nach Berlin. Dort lernte sie den Kammersänger Karl-Hermann Pilz kennen. Am 16. Dezember 1912 wurde der gemeinsame Sohn Karl-Heinz in Berlin geboren. 1922 verstarb Pilz. In den 1920er und 1930er Jahren lebte Baumgarten mit ihrem Sohn in Berlin-Wilmersdorf. Nach der Machtergreifung der Nationalsozialisten waren auch Rosa Baumgarten und ihr Sohn vor den Verfolgungen nicht sicher. Ihr Sohn, kurzzeitig sogar Mitglied der Hitlerjugend, trug den Namen des nichtjüdischen Vaters. Diesen musste er ablegen und den Namen seiner Mutter annehmen. Um 1938/39 zogen die beiden nach Glienicke, lebten dort in einer Holzlaube einer Bekannten. Am 15. Februar 1943 wurde Rosa Baumgarten in das Sammellager Große Hamburger Straße in Berlin eingewiesen. Am 19. Februar 1943 wurde sie mit dem Transport Nr. 29 von Berlin nach Auschwitz deportiert. Rosa Baumgarten wurde wahrscheinlich am Tag der Ankunft des Transportes, dem 20. Februar 1943, ermordet. Ihr Sohn wurde am 15. Februar 1943 ebenfalls gesucht, daran erinnert sich eine Nachbarin, deren Elternhaus von Nazis durchsucht wurde. Er wurde aber nicht gefunden, wahrscheinlich befand er sich auf der Arbeit, er war Ingenieur bei der Elektrotechnikfirma Hell. Im November 1944 wurde auch er von der Gestapo verhaftet und in das Arbeitslager Zerbst deportiert, ein Arbeitslager für jüdische Mischlinge. Er überlebte und wurde am 30. April 1945 von der US-Armee befreit. Nach seiner Rückkehr nach Glienicke heiratete er Ruth Halank, mit der er schon während der Nazi-Zeit ein damals verbotenes Verhältnis hatte. Rosa Baumgartens Enkelin war zur Verlegung des Stolpersteines aus Südfrankreich angereist. |
|              | HIER WOHNTE ERNST LIEBERMANN JG. 1923 DEPORTIERT 1942 GHETTO WARSCHAU ERMORDET                            | Tschaikowskistraße/Ecke Niederstraße · | Ernst Liebermann wurde am 6. Juli 1923 in Unna in Westfalen geboren. Seine Eltern waren Max Moritz Liebermann und Martha, geborene Neumann. Er hatte zwei jüngere Schwestern, Hannelore und Ingeborg. Er wurde gemeinsam mit seinen Eltern und seinen Schwestern am 14. April 1942 in das Warschauer Ghetto deportiert. Dort wurde er von seiner Familie getrennt, dies berichtete seine Mutter in einem Brief an die Familie Simolke, ihre Nachbarn in Glienecke. Während seine Eltern und seine Schwestern in das Vernichtungslager Treblinka deportiert und dort ermordet wurden, wurde Ernst Liebermann vermutlich bereits in Wahrschauer Ghetto ermordet. |
|              | HIER WOHNTE HANNELORE LIEBERMANN JG. 1925 DEPORTIERT 1942 GHETTO WARSCHAU ERMORDET IN TREBLINKA           | Tschaikowskistraße/Ecke Niederstraße · | Hannelore Liebermann wurde am 27. September 1925 in Unna in Westfalen geboren. Ihre Eltern waren Max Moritz Liebermann und Martha, geborene Neumann. Sie hatte einen älteren Bruder und eine jüngere Schwestern, Erich und Ingeborg. Anlässlich der Verlegung der Stolpersteine erinnerte sich die damals 80-jährige Gisela Bürks, wie sie von einem Polizisten ermahnt wurde: „Gisela, du sollst doch nicht mit den Liebermann-Kindern spielen!“ Denn die Liebermanns waren Juden. Hannelore Liebermann wurde gemeinsam mit Eltern und Geschwistern am 14. April 1942 in das Warschauer Ghetto deportiert. Dort wurde ihr Bruder von der Familie getrennt. Hannelore Liebermann wurde gemeinsam mit ihren Eltern und ihrer Schwester in das Vernichtungslager Treblinka deportiert und dort in einer Gaskammer ermordet. Auch ihr Bruder wurde von Handlangern des NS-Regimes ermordet. |
|              | HIER WOHNTE INGEBORG LIEBERMANN JG. 1929 DEPORTIERT 1942 GHETTO WARSCHAU ERMORDET IN TREBLINKA            | Tschaikowskistraße/Ecke Niederstraße · | Ingeborg Elfriede Liebermann wurde am 5. April 1929 in Berlin geboren. Ihre Eltern waren Max Moritz Liebermann und Martha, geborene Heumann. Sie hatte zwei ältere Geschwister, Erich und Hannelore. Auch sie war von den NS-Repressionen gegen jüdische Mitbürger betroffen und durfte nicht mehr die Schule besuchen. Ingeborg Liebermann wurde gemeinsam mit ihren Eltern und ihren Geschwistern am 14. April 1942 in das Warschauer Ghetto deportiert. Dort wurde ihr Bruder von der Familie getrennt. Ingeborg Liebermann wurde gemeinsam mit ihren Eltern und ihrer Schwester in das Vernichtungslager Treblinka deportiert und dort in einer Gaskammer ermordet. Auch ihr Bruder wurde von Handlangern des NS-Regimes ermordet. |
|              | HIER WOHNTE MARTHA LIEBERMANN GEB. HEUMANN JG. 1890 DEPORTIERT 1942 GHETTO WARSCHAU ERMORDET IN TREBLINKA | Tschaikowskistraße/Ecke Niederstraße · | Martha Liebermann, geborene Heumann, wurde am 12. März 1890 in Göppingen in Württemberg geboren. Sie heiratete Max Moritz Liebermann. Das Paar hatte drei Kinder, Erich und Hannelore, geboren 1923 bzw. 1925 in Unna, sowie Ingeborg, geboren 1929 in Berlin. Nach der Machtergreifung Hitlers und der NSDAP gab es Schritt für Schritt immer mehr Einschränkungen, Verbote und Repressalien. Beispielsweise wurde den Nachbarskindern verboten mit den Liebermann’schen Kindern zu spielen, denn sie waren Juden. Am Vortag der Deportation weinte Martha Liebermann bitterlich draußen vor der Tür ihres Hauses. Daran konnte sich die 80-jährige Zeitzeugin Gisela Bürks anlässlich der Verlegung der Stolpersteine noch ganz genau erinnern. Die fünfköpfige Familie musste am 14. April 1942 in Begleitung eines Polizisten ihr Haus verlassen, mit einem Handwagen, auf dem sich all ihr Hab und Gut befand. Die Liebermanns wurden an diesem Tag in das Warschauer Ghetto deportiert. Dort wurde ihr Sohn von seiner Familie getrennt. Martha Liebermann, ihr Ehemann und die beiden Töchter wurden gemeinsam in das Vernichtungslager Treblinka deportiert. Martha Liebermann wurde dort in einer Gaskammer ermordet. Ihr Sohn wurde im Warschauer Ghetto ermordet. |
|              | HIER WOHNTE MAX MORITZ LIEBERMANN JG. 1879 DEPORTIERT 1942 GHETTO WARSCHAU ERMORDET IN TREBLINKA          | Tschaikowskistraße/Ecke Niederstraße · | Max Moritz Liebermann wurde am 18. Dezember 1879 im oberfränkischen Bischberg geboren. Er heiratete Martha Heumann. Das Paar hatte drei Kinder, Erich (geboren 1923), Hannelore (geboren 1925), beide geboren in Unna, sowie Ingeborg (geboren 1929 in Berlin). Nach der Machtergreifung Hitlers und der NSDAP wurde den Nachbarskindern verboten mit den Liebermann’schen Kindern zu spielen, denn sie waren Juden. Im vierten Band seiner Ortschronik „Glienicker Bilderbogen“ schilderte der Ortschronist Joachim Kullmann, was er als 6-jähriger an der Hand seiner Mutter beobachtete. Er wurde Zeuge der Deportation der fünfköpfigen Familie Liebermann, wie sie am 14. April 1942 in Begleitung eines Polizisten ihr Haus verlassen mussten. „Sie zogen einen klapprigen Handwagen, beladen mit einigen Koffern, hinter sich her.“ Liebermann und seine Familie wurden an diesem Tag in das Warschauer Ghetto deportiert. Dort wurde sein Sohn von seiner Familie getrennt. Max Moritz Liebermann, seine Frau und die beiden Töchter wurden gemeinsam in das Vernichtungslager Treblinka deportiert und dort in einer Gaskammer ermordet. Sein Sohn wurde im Warschauer Ghetto ermordet. |
|              | HIER WOHNTE HERTA STANDKE JG. 1907 'EINGEWIESEN' HEILANSTALT MESERITZ-OBRAWALDE ERMORDET 20.4.1944        | Nohlstraße 21a ·                       | Herta Selma Hedwig Standke wurde am 29. Dezember 1907 geboren. Sie wurde in die Heilanstalt Meseritz-Obrawalde eingewiesen. Herta Standke wurde dort am 20. April 1944 ermordet. Als offizielle Todesursache wurde „Darmkatarrh“ und „Herzschwäche“ angegeben. Sie war ein Opfer der Aktion T4. |

## Verlegedaten
Die Initiative Stolpersteine in Glienicke kooperierte mit dem Netzwerk Nordbahngemeinden mit Courage. Gemeinsam wurden die Lebensläufe der Glienicker NS-Opfer recherchiert, Spenden für die Stolpersteine gesammelt und die Verlegung organisiert.
Für die Sanierung des Gehweges in der Tschaikowskistraße im Jahr 2020 wurden die fünf dort verlegten Stolpersteine temporär entfernt und danach wieder neu verlegt.
Die Verlegungen in erfolgten durch Gunter Demnig persönlich an folgenden Tagen:
- 20. Oktober 2014: Tschaikowskistraße 1
- 24. September 2015: Nohlstraße 21a
- 26. September 2016: Schillerstraße 5

Am 18. Oktober 2014 hielt Gunter Demnig einen Vortrag in Glienicke.